# Carmen Leyte
María del Carmen Leyte Coello (nascida em 3 de dezembro de 1953), é uma médica e política espanhola. É membro do Senado da Espanha desde as eleições gerais de 2008, em representação da Província de Ourense.
Leyte nasceu em Vigo e foi prefeita de Cartelle entre 1991 e 2017. Ela é membro do Partido Popular. A 12 de março de 2020, durante a pandemia de coronavírus, ela testou positivo para SARS-CoV-2.